# Капіновський Свято-Миколаївський монастир (Болгарія)
Капіновський Свято-Миколаївський монастир (болг. Къпиновски манастир); — болгарський православний монастир, який є частиною Великотирновської єпархії.

## Місцезнаходження
Розташований на річці Веселина в селі Кипиново, Великотирновська область.

## Історія

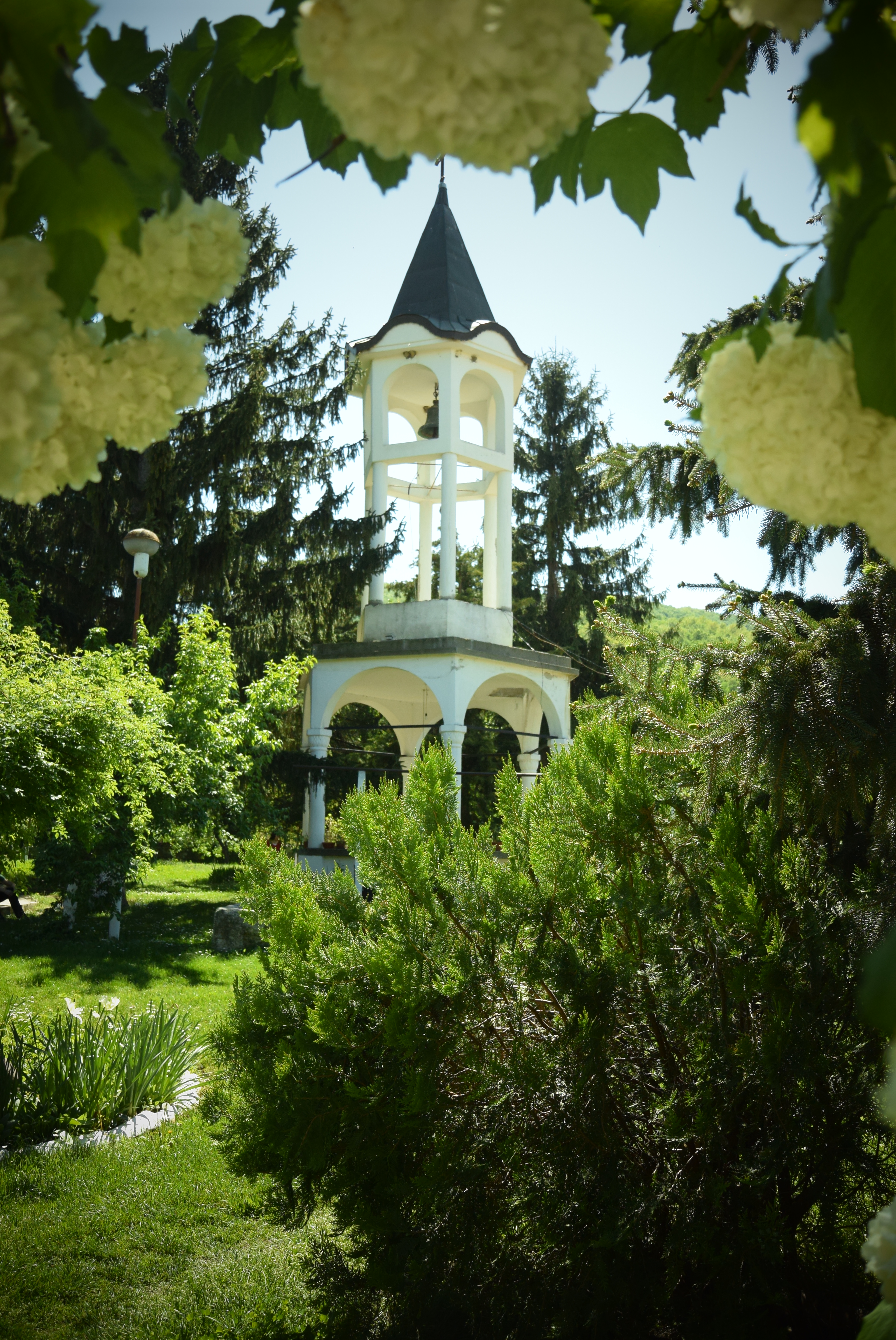
Дзвіниця

Був заснований в 1272 за часів царя Костянтина І Асена Тиха. Це засвідчує надпис на апсиді монастирської церкви.
Засновником є святий Сергій Капіновський. Під час турецького панування монастир був неодноразово спустошений, востаннє в 1798 деребеями. У 1794 настоятелем був Софроній Врачанський.
У 1835 за проханням настоятеля монастиря майстри Пенчо і Рачо повністю відновили монастир, в цьому вигляді ми можемо бачити його й сьогодні. Потім розпочалося будівництво церкви — довга, безкупольна, з колонадами та арками, кам'яна споруда з дерев'яним різьбленим іконостасом з багатьма іконками. У період з 1811 по 1820 представники Тревненської школи мистецтв Папа Вітан Младі, Цаню Захарієв-Старі та Йоан Попович розмальовували церкву разноманітними фресками. На жаль, на сьогодні вціліла лише одна фреска «Судний день», яка розташована над входом на східній стіні будівлі, написана в 1845 Йоаном Поповичем.

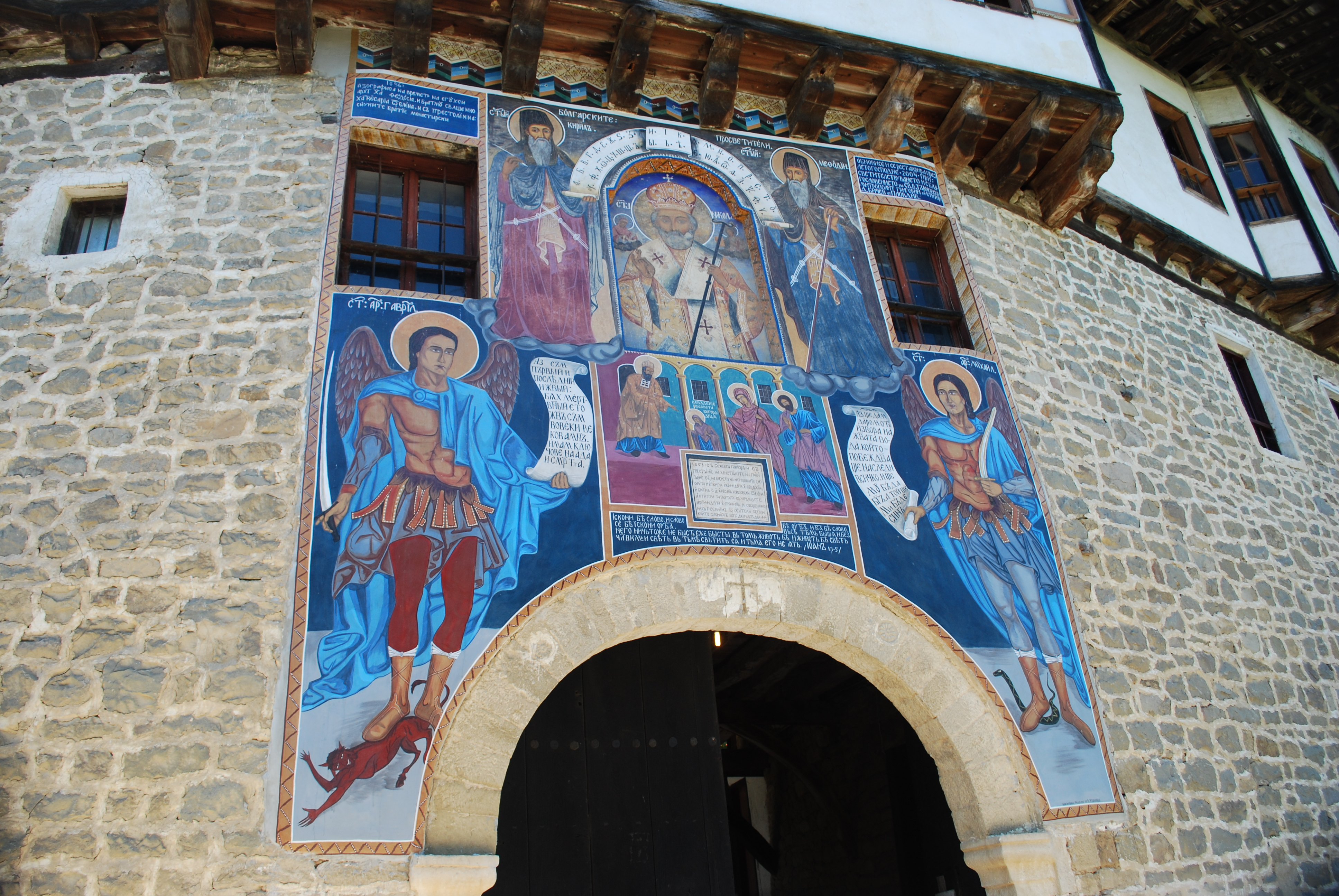
Фреска над входом

Найбільший будинок в монастирі був збудований між 1856 і 1864 це двоповерховий жилий будинок в східній частині монастиря, товщина зовнішньої стіни якого сягає 1,5 метра. Кошти на будівництво були подаровані братами Горозовими з Елени. На другому поверсі побудована каплиця «Въведение Богородично», розписана Алексі Атанасовим. На другому поверсі знаходиться друга каплиця «Благовіщення», прикрашена майстрами з Тетевена. У дворі каплиці похований один з двох меценатів — Феодосій Горозов.
Капіновський монастир був важливим духовним і культурним центром. В подвалі монастиря діяла школа.
Капіновський монастир- це місце зборів Великотерновських рокерів, а також рокерів з усієї країни. Тут традиційно відкривається літній рок сезон.